# Roger Mercanton
Pour les articles homonymes, voir Mercanton.

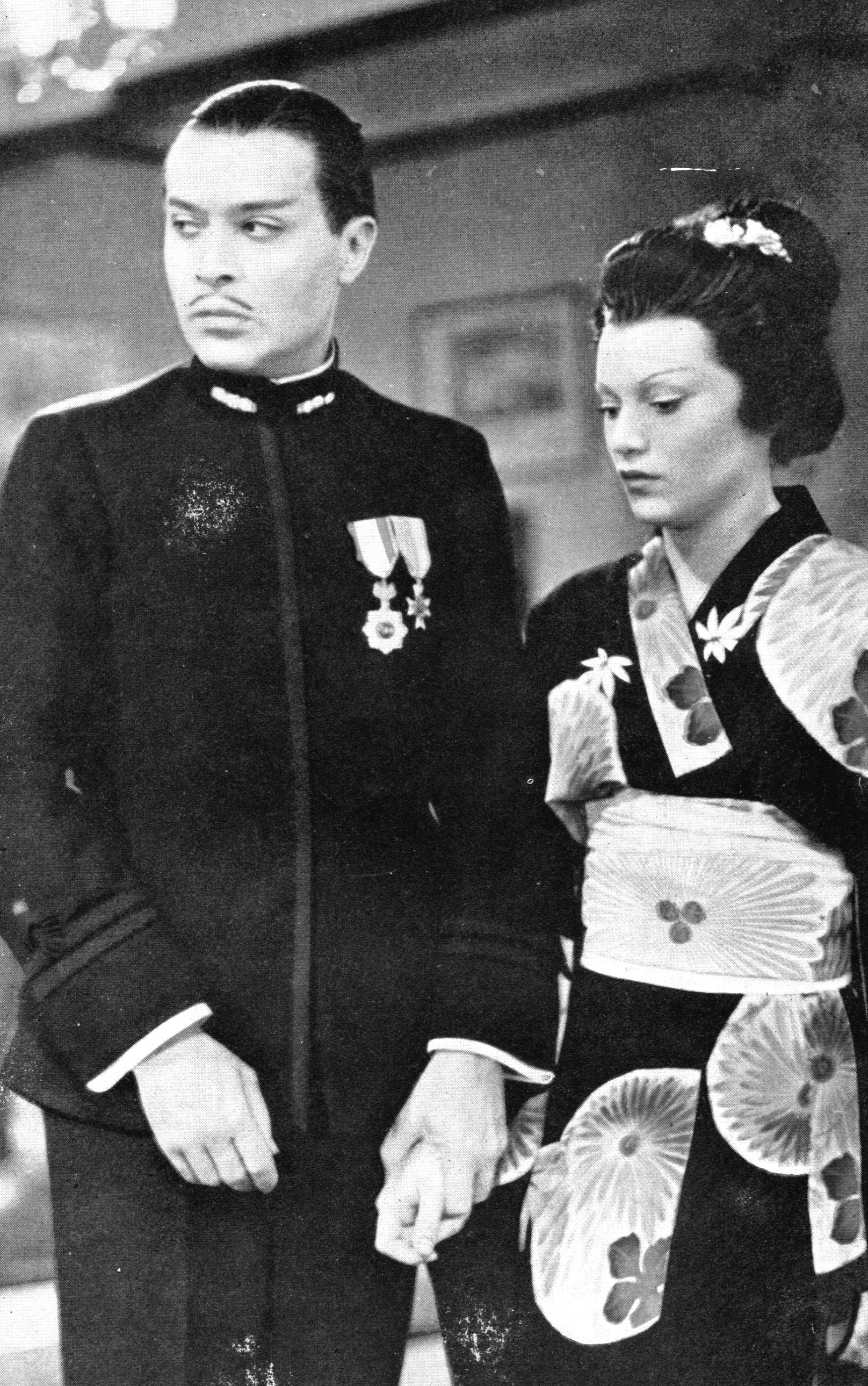
La Bataille (1934),
avec Charles Boyer et Annabella

Roger-Jean Spiri, né le 27 décembre 1908 à Neuilly-sur-Seine (Seine) et mort le 14 juillet 2007 dans le 15ème arrondissement de Paris, est un monteur français, connu comme Roger Mercanton (ou Roger Spiri-Mercanton).

## Biographie
Frère du directeur de la photographie Jacques Mercanton (1909-1997) et époux de la monteuse Victoria Mercanton (née Pozner, 1911-2006), Roger Mercanton est lui-même monteur de dix-neuf films français (parfois en coproduction), depuis Marius d'Alexander Korda (1931) jusqu'à Secrets de Pierre Blanchar (1943).
Entretemps, citons Lucrèce Borgia d'Abel Gance (1935), Katia de Maurice Tourneur (1938), Fric-Frac de Maurice Lehmann et Claude Autant-Lara (1939),  ou encore La Piste du nord de Jacques Feyder (1942).
Sa dernière contribution à l'écran est pour Les Dames du bois de Boulogne de Robert Bresson (1945), en qualité d'assistant réalisateur.

## Filmographie complète

### Monteur
- 1931 : Marius d'Alexander Korda
- 1932 : Il est charmant de Louis Mercanton
- 1933 : Le Maître de forges de Fernand Rivers
- 1934 : La Bataille de Nicolas Farkas et Victor Tourjanski
- 1935 : Lucrèce Borgia d'Abel Gance
- 1935 : Variétés de Nicolas Farkas
- 1935 : Le Contrôleur des wagons-lits de Richard Eichberg
- 1936 : Sept hommes, une femme d'Yves Mirande
- 1936 : Port-Arthur de Nicolas Farkas
- 1937 : Boissière de Fernand Rivers
- 1937 : La Citadelle du silence de Marcel L'Herbier
- 1938 : Le Patriote de Maurice Tourneur
- 1938 : Les Gens du voyage de Jacques Feyder
- 1938 : Katia de Maurice Tourneur
- 1939 : Fric-Frac de Maurice Lehmann et Claude Autant-Lara
- 1939 : Serge Panine de Charles Méré et Paul Schiller
- 1942 : La Piste du nord (ou La Loi du nord) de Jacques Feyder
- 1943 : Secrets de Pierre Blanchar
- 1943 : Les Deux Timides d'Yves Allégret

### Assistant réalisateur
- 1945 : Les Dames du bois de Boulogne de Robert Bresson